# James Marshall (színművész)
James Marshall (New York, 1967. január 2. –), amerikai színész, dalszövegíró, zenész.

## Élete és pályafutása
A New York-i Queens-ben született, William R. Greenblatt publicista és Charlotte Green táncosnő gyermekeként. A család az 1980-as években költözött New Jersey-ből Kaliforniába. Marshall nővére, Kat Green zenei és filmproducer. 
Számos filmben és sorozatban szerepelt. Legismertebb alakításai a Twin Peaks című sorozatban, annak 1992-es Twin Peaks – Tűz, jöjj velem! című előzményfilmjében és az Egy becsületbeli ügy (1992) című filmekben voltak. 

## Magánélete
2010 nyarán Marshall beperelte a Hoffmann-LaRoche gyógyszergyártó céget (a Roche Holding AG egysége) és 11 millió dolláros kártérítést követelt. Elmondása szerint a cég Accutane nevű terméke súlyos gasztrointesztinális zavart okozott nála. Ennek következtében négy hónapig volt kórházban és több műtéten átesett, ami Marshall szerint tönkretette a karrierjét. A perben több híresség, Martin Sheen (a család barátja), Brian Dennehy, Esai Morales és Rob Reiner is tanúskodott. A Roche 2009-ben visszavonta termékét a piacról, hasonló okok miatt.
Egészsége később jelentősen javult, Marshall zenészként folytatta pályafutását.
Marshall második felesége Renee Griffin színésznő, akitől egy fiúgyermeke született.

## Filmográfia

### Film
| Év   | Magyar cím                    | Eredeti cím                   | Szerep                 | Magyar hang         |
| ---- | ----------------------------- | ----------------------------- | ---------------------- | ------------------- |
| 1990 | A megtörhetetlen              | Cadence                       | Harold Lamar tizedes   | Bolba Tamás         |
| 1990 | A megtörhetetlen              | Cadence                       | Harold Lamar tizedes   | Kálloy Molnár Péter |
| 1992 | Gladiátor                     | Gladiator                     | Tommy Riley            | Bor Zoltán          |
| 1992 | Twin Peaks – Tűz, jöjj velem! | Twin Peaks: Fire Walk with Me | James Hurley           | Zalán János         |
| 1992 | Egy becsületbeli ügy          | A Few Good Men                | Louden Downey őrvezető | Stohl András        |
| 1994 | A megbízás                    | Hits!                         | Dommy                  |                     |
| 1994 | Generation X – Don't do it    | Don't Do It                   | Robert                 |                     |
| 1996 | Veszélyes mélység             | Vibrations                    | T.J.                   | Stohl András        |
| 1997 | A szökött rab foglyai         | Criminal Affairs              | Mark                   |                     |
| 1999 | A kutya rúgja meg             | Soccer Dog: The Movie         | Alden                  |                     |
| 2000 | Nyomd a lóvét!                | Luck of The Draw              | Jack Sweeney           | Selmeczi Roland     |
| 2000 | Nyomd a lóvét!                | Luck of The Draw              | Jack Sweeney           | Hanyecz Róbert      |
| 2000 | Féktelen vírus                | Doomsday Man                  | Tom                    | Boros Zoltán        |
| 2001 | Gyilkos felvonó               | Down                          | Mark Newman            | Moser Károly        |
| 2002 | Tiszta ügy                    | High Crimes                   | ajtónálló őr           |                     |
| 2005 |                               | Come As You Are               | Ryan                   |                     |
| 2010 |                               | The Cursed                    | Bill Fisher            |                     |
| 2011 |                               | In the Eyes of a Killer       | seriff                 |                     |
| 2016 |                               | Badlands of Kain              | PJ                     |                     |

### Televízió
| Év        | Magyar cím          | Eredeti cím                           | Szerep                                | Megjegyzések                                                              |
| --------- | ------------------- | ------------------------------------- | ------------------------------------- | ------------------------------------------------------------------------- |
| 1985      | Gyilkos sorok       | Murder, She Wrote                     | hallgató                              | 1 epizód                                                                  |
| 1986–1989 |                     | CBS Schoolbreak Special               | Willie Willens / Doug Simpson / Joey  | 3 epizód                                                                  |
| 1987      | Az árja faj         | Into the Homeland                     | gördeszkás fiú                        | tévéfilm                                                                  |
| 1989      | Végzetes utóhatás   | Nightbreaker                          | Barney Immerman                       | tévéfilm                                                                  |
| 1989      |                     | China Beach                           | Kanaski / Grunt                       | 2 epizód                                                                  |
| 1989–1991 |                     | Growing Pains                         | Kevin Randall / Stage Manager / Bob / | 7 epizód                                                                  |
| 1990–1991 | Twin Peaks          | Twin Peaks                            | James Hurley                          | - főszereplő (23 epizód) - magyar hangja: - Kerekes József - Boros Zoltán |
| 1995      |                     | She Stood Alone: The Tailhook Scandal | 'Stick'                               | tévéfilm                                                                  |
| 1995      | Kimondatlan igazság | The Unspoken Truth                    | Clay                                  | tévéfilm                                                                  |
| 1996      | Minden, amit akart  | All She Ever Wanted                   | Tom Stockman                          | tévéfilm                                                                  |
| 1997      | A nyeremény         | The Ticket                            | Keith Reicker                         | tévéfilm                                                                  |
| 2000      | Kiéhezve            | The Hunger                            | Nicky                                 | 1 epizód                                                                  |
| 2002      |                     | My Adventures in Television           | Steve                                 | 1 epizód                                                                  |
| 2003      | CSI: A helyszínelők | CSI: Crime Scene Investigation        | Gary Quinn                            | 1 epizód                                                                  |
| 2004      | Tökéletes ragadozó  | Alien Lockdown                        | Charlie Dryfus                        | - tévéfilm - magyar hangja: - Láng Balázs                                 |
| 2016      |                     | Baked Ziti                            | Walter Kowalski                       | rövidfilm                                                                 |
| 2017      | Twin Peaks          | Twin Peaks                            | James Hurley                          | 5 epizód                                                                  |

## Fordítás
- Ez a szócikk részben vagy egészben  a   James Marshall (actor) című angol Wikipédia-szócikk fordításán alapul.  Az eredeti cikk szerkesztőit annak laptörténete sorolja fel. Ez a jelzés csupán a megfogalmazás eredetét és a szerzői jogokat jelzi, nem szolgál a cikkben szereplő információk forrásmegjelöléseként.